# 阿南姬
阿南姫（おなみひめ；1541年—1602年7月14日），日本戰國時代至安土桃山時代的女性。伊達晴宗的長女。二階堂盛義的正室。出家後法號是大乘院。
在1582年至1589年期間，擔任須賀川城的城主。

## 生涯
1541年出生，生父是當時陸奥國的戰國大名・伊達晴宗，生母是久保姫，阿南姬是長女。哥哥是岩城親隆、弟弟是伊達輝宗。
之後嫁給當時的須賀川城主・二階堂照行的嫡子二階堂盛義。
1561年，懷胎生下長男平四郎（後來改名叫蘆名盛隆）。
1570年，次男二階堂行親出生。
1581年，丈夫二階堂盛義病死，她選擇出家為尼，法號大乘院。
家督之位由次男二階堂行親繼承，1582年行親突然急死，阿南姫成為須賀川城主。
1584年，其長男蘆名盛隆被暗殺。
1602年，伴隨佐竹家的轉封而在前往出羽国的途中，在須賀川附近罹病死去，享年62。戒名是大乗院殿法岸秀蓮大姉。墓所在須賀川的長禄寺。